# (98943) Torifune
(98943) Torifune est un astéroïde Apollon d'environ 500 mètres de diamètre, qui devrait être survolé en juillet 2026 à une distance d'environ 100 km par la sonde Hayabusa 2 mais sans téléobjectif.

## Étymologie
Cet astéroïde est nommé d'après Ame-no-torifune.